# Саут Гластонбери (Монтана)
Саут Гластонбери (енгл. South Glastonbury) насељено је место без административног статуса у америчкој савезној држави Монтана.

## Демографија
По попису из 2010. године број становника је 284.
| Група             | 2000.    | 2010.       |
| Белци             | 0 (0,0%) | 259 (91,2%) |
| Афроамериканци    | 0 (0,0%) | 5 (1,8%)    |
| Азијати           | 0 (0,0%) | 1 (0,4%)    |
| Хиспаноамериканци | 0 (0,0%) | 8 (2,8%)    |
| Укупно            | 0        | 284         |